# 赫爾曼·柏姆 (海軍上將)
赫爾曼·柏姆（德語：Hermann Boehm，1884年1月18日—1972年4月11日）是一位德國海軍大將 。
柏姆於1884年1月18日出生在上西里西亞的雷布尼克，於1903年4月1日加入帝國海軍。1906年以少尉身份就役，於「施泰因号」護衛艦上接受訓練。1911至1918年期間擔任過「G-37」、「G-41」、「V-69」和「V-128」等多艘魚雷艇艇長，期間率領了「G 41」參加日德蘭海戰，1919年3月16日，海軍將其除役。1920年8月27日，新生的「國家海軍」誕生後又被召回，不僅於1926年至1928年擔任「第2魚雷艇艦隊」司令，1932至1933年擔任「艦隊司令部」的參謀長外，還在米爾維克海軍軍官學校教導航海術。1932年9月30日，柏姆晉升上尉。1933至1934年任「黑森號」戰艦艦長，於1934的秋天晉升少將。1934年9月25日至1937年9月27日任「偵查部隊司令」（Befehlshaber der Aufklärungsstreitkräfte）。
1936年8月25日到1937年3月8日，正值西班牙內戰爆發初期，柏姆指揮部份海軍部隊前往西班牙沿海。1937年1月4日，柏姆晉升海軍中將，並於1937年10月3日至1938年10月27日擔任「北海戰區司令部」司令。1938年初，他晉升為海軍上將，並在同年11月1日任「艦隊司令部」司令。1939年10月21日，由於柏姆在該職務上表現的不適任，海軍司令埃里希·雷德爾將其解職，由威廉·馬歇爾繼任。1940年4月10日，在入侵挪威的「威瑟演習作戰」中任德國海軍部隊指揮官。1941年4月1日，晉升海軍大將，並一直負責控管挪威戰區的德國海軍。
1943年6月1日，新任海軍總司令卡爾·鄧尼茲為整肅海軍中可能反抗其指揮的軍官，將柏姆投至後備役，而後1943年整整一年柏姆都無所事事，後於1944年3月1日至1945年3月31日擔任海軍教育系統的督導官，隨後除役。在紐倫堡審判中，柏姆為希特勒曾發表過「將發動侵略戰爭」的幾個會議和演講作證。
1972年4月11日，柏姆於基爾去世，享年88歲。

## 註腳
1. ↑  （英文）Befehlshaber der Aufklärungsstreitkräfte (B.d.A.) （页面存档备份，存于）